# 真田幸道
真田 幸道（さなだ ゆきみち）は、信濃松代藩の第3代藩主。

## 生涯
第2代藩主・真田信政の六男（五男とも）。万治元年（1658年）6月14日、父が死去したため、2歳で家督を継ぐ。しかし従兄の沼田藩主・信利がこれに不満を抱いて家督争いが起こった。これは祖父の信之が幸道の後見人となることで鎮めたが、信之も同年のうちに死去したため、内藤忠興が後見人となった。
寛文4年（1664年）1月13日、将軍徳川家綱に御目見する。寛文9年12月25日、従五位下・伊豆守に叙任する。後に従四位下へ昇進する。延宝2年（1674年）6月28日、初めてお国入りする許可を得る。藩主としては領内の検地を行い、幕府から命じられた江戸城普請、朝鮮通信使の饗応役などで活躍している。しかしこれらの相次ぐ出費のために、藩財政が悪化した。
武に優れ、自らは関口流柔術や神道流剣術の使い手であった。また、その武道を蔵書にしてまとめている（代表作は『松代侯詩集』）。また、松城を松代と改めた。元禄7年（1694年）8月21日、一族の真田信親へ新田2千石を分知する。ただし、元禄16年12月25日（西暦では1704年）、信親の養子であった信弘と養子縁組したことで、新田2千石は戻される。享保12年（1727年）5月27日、江戸で死去した。享年71。
幸道の実子・源次郎は早世していたため、甥（長兄で旗本寄合の信就の七男）の信弘を養嗣子として迎え、跡を継がせた。
後継者から外された長兄の信就と幸道は仲が良かったとされている。

## 系譜
父母
- 真田信政（父）
- 松寿院、高橋氏 ー 側室（母）

正室
- 豊姫 ー 伊達宗利の娘

側室
- 遠藤氏

子女
- 真田源次郎、生母は遠藤氏（側室）

養子
- 真田信弘 ー 真田信就の七男